# قتل با مرگ
قتل با مرگ (انگلیسی: Murder by Death) فیلمی آمریکایی در سبک معمایی و کمدی به کارگردانی رابرت مور است که در سال ۱۹۷۶ منتشر شد.

## بازیگران
- آیلین برنان
- ترومن کاپوتی
- جیمز کوکو
- پیتر فالک
- الک گینس
- السا لنچستر
- دیوید نیون
- پیتر سلرز
- مگی اسمیت
- نانسی واکر
- جیمز کرامول